# Stratford St. Mary
Stratford St. Mary – wieś w Anglii, w hrabstwie Suffolk, w dystrykcie Babergh. Leży 17 km na południowy zachód od miasta Ipswich i 92 km na północny wschód od Londynu.